# Spirobolivina
Spirobolivina es un género de foraminífero bentónico de la familia Lacosteinidae, de la superfamilia Eouvigerinoidea, del suborden Rotaliina y del orden Rotaliida. Su especie tipo es Bolivinopsis pulchella. Su rango cronoestratigráfico abarca desde el Paleoceno hasta el Plioceno.

## Clasificación
Spirobolivina incluye a las siguientes especies:
- Spirobolivina mineacea †
- Spirobolivina minuta †
- Spirobolivina propinqua †
- Spirobolivina pulchella †
- Spirobolivina vitilis †

Otras especies consideradas en Spirobolivina son:
- Spirobolivina antarctica †, de posición genérica incierta
- Spirobolivina jarcevae †, de posición genérica incierta